# SSA22 galaxhop

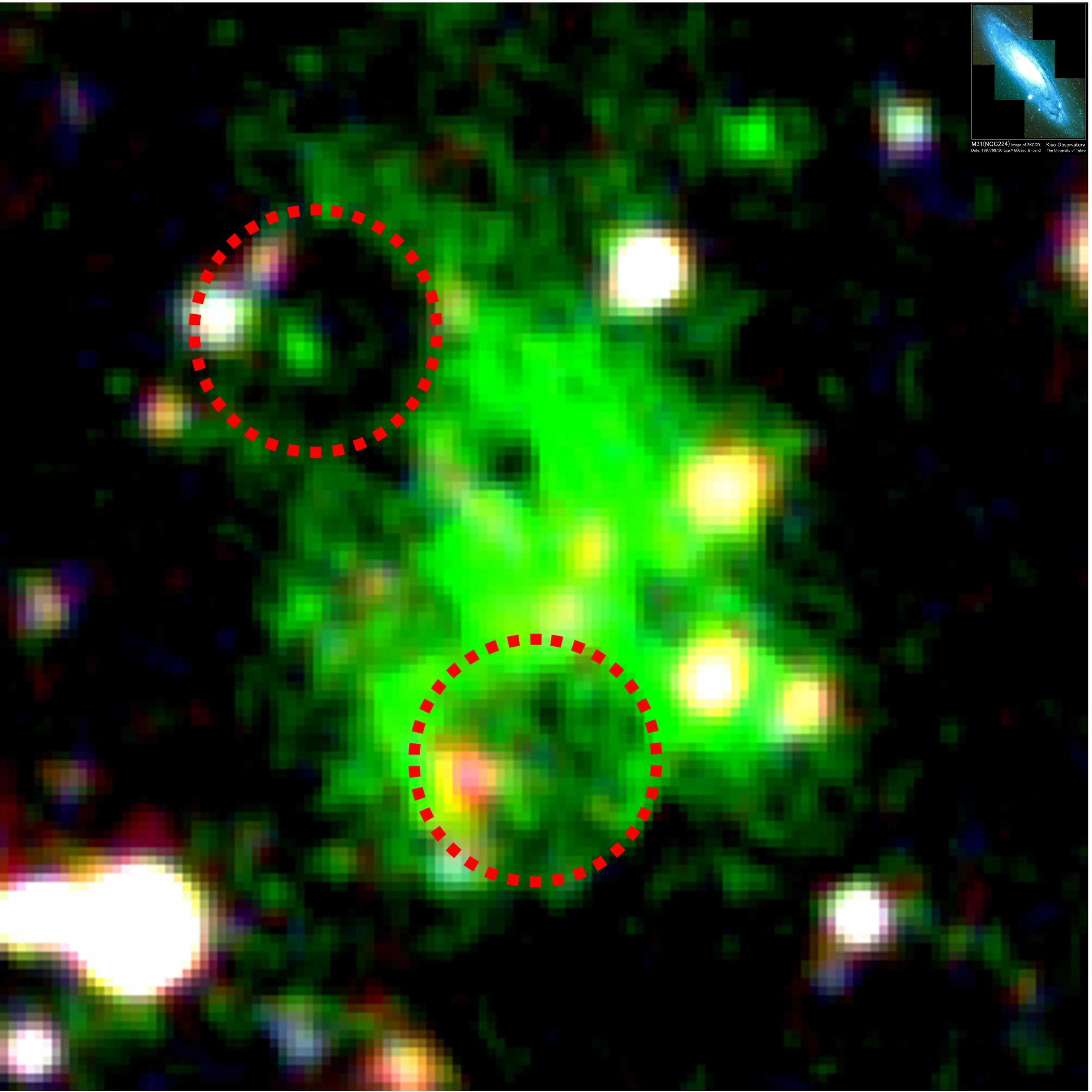
SSA-22 regionen; upp till höger i bild ses en skala, som visar Andromeda galaxens storlek.

SSA22 galaxhop, också benämnd EQ J221734.0+001701, är en galaxhop belägen i SSA 22 regionen. Galaxhopen upptäcktes ursprungligen 1998. Galaxerna och gasbubblorna som ingår i denna struktur är utspridds längs tre böjda filament, eller armar, som bildades ungefär 2 miljarder år efter Big Bang.